# باشگاه فوتبال اولد وودستوک تاون
باشگاه فوتبال اولد وودستوک تاون (به انگلیسی: Old Woodstock Town Football Club) یک باشگاه فوتبال در شهر وودستوک، آکسفوردشایر، کشور انگلستان است که در سال ۱۹۹۸ میلادی تأسیس شده‌است.